# Церковь Святого Андрея (Дублин)
Церковь Святого Андрея (англ. St Andrew's Church) — бывший приходской храм католической архиепархии Дублина, затем англиканской епархии Дублина и Глендало на Сент-Эндрюс-стрит в Дублине. Основан в XVI веке. Упразднён в 1995 году. Приход был освящён в честь святого апостола Андрея, память которого отмечается 30 ноября. В 1995 — 2014 годах в здании размещался главный офис туристической компании «Добро пожаловать в Ирландию» в Дублине. После здание было отремонтировано, и в нём открыли продуктовый магазин. В 2014 году рядом с бывшим храмом установили памятник Молли Мэлоун.

## История
Первоначальная церковь Святого Андрея находилась на современной Дэйм-стрит. Храм был разрушен в середине XVII века во время правления Оливера Кромвеля. Новая церковь была построена в 1665 году по проекту архитектора Уильяма Додсона на участке за крепостной стеной Дублина — бывшей площадке для боулинга недалеко от Тингмота, исторического места собраний викингов. Из-за формы храм прозвали «Круглой церковью». Старостами прихода в разное время были лендлорды — Артур Эннесли, 5-й граф Англси, в честь которого была названа улица Англси-стрит и Джон Темпл, семья которого дала название району Темпл-бар в Дублине. Соседние с храмом дома располагались в той части поместья Дублинской корпорации, которая называлась «Вся земля Тиба и Тома». В 1793 году церковь значительно перестроили, но она сгорела при пожаре 1860 года. В том же году было построено современное здание храма.
Границы церковного прихода совпадали с границами гражданского прихода Святого Андрея. Численность населения гражданского прихода в 1901 году составляла 3058 человек, в 1971 году — 300 человек.
В церковной крипте были похоронены Ванесса, бывшая ученица Джонатана Свифта, скончавшаяся в июне 1723 года; Томас Далтон, лорд-канцлер Ирландии и Мармадьюк Когхилл, член парламента от Дублинского университета, судья Прерогативного суда и канцлер Казначейства.
На приходском кладбище в сентябре 1762 года был погребён итальянский скрипач и композитор Франческо Джеминиани; в 1929 году его останки были перенесены в церковь Святого Франциска в городе Лукка, в котором он родился. На кладбище также были могилы олдермена Томаса Плезантса, отца филантропа Томаса Плезантса, и хирурга Филипа Вудроффа.